# Communauté de communes des Vallées de la Tille et de l'Ignon
La communauté de communes des Vallées de la Tille et de l'Ignon (COVATI) est une communauté de communes française, située dans le département de la Côte-d'Or et la région Bourgogne-Franche-Comté.

## Histoire
La création au 24 décembre 2001 de la communauté de communes des Vallées de la Tille et de l'Ignon a entraîné la suppression du syndicat intercommunal à vocations multiples (SIVOM) qui regroupait les communes du canton depuis 1972.
La communauté de Communes des Vallées de la Tille et de l'Ignon regroupe 23 communes du canton d'Is-sur-Tille.

## Composition
La communauté de communes est composée des 23 communes suivantes :

| Nom                  | Code Insee | Gentilé        | Superficie (km2) | Population (dernière pop. légale) | Densité (hab./km2) |
| -------------------- | ---------- | -------------- | ---------------- | --------------------------------- | ------------------ |
| Is-sur-Tille (siège) | 21317      | Issois         | 22,53            | 4 308 (2022)                      | 191                |
| Avelanges            | 21039      | Avelangeais    | 6,08             | 35 (2022)                         | 5,8                |
| Chaignay             | 21127      | Casnédois      | 25,05            | 500 (2022)                        | 20                 |
| Courtivron           | 21208      |                | 15,63            | 162 (2022)                        | 10                 |
| Crécey-sur-Tille     | 21211      | Crépétains     | 10,77            | 125 (2022)                        | 12                 |
| Diénay               | 21230      | Diénaisois     | 15,39            | 383 (2022)                        | 25                 |
| Échevannes           | 21240      | Échevannais    | 11,45            | 295 (2022)                        | 26                 |
| Épagny               | 21245      |                | 12,39            | 325 (2022)                        | 26                 |
| Gemeaux              | 21290      | Gemellois      | 19,34            | 968 (2022)                        | 50                 |
| Lux                  | 21361      | Luxois         | 23,1             | 512 (2022)                        | 22                 |
| Marcilly-sur-Tille   | 21383      |                | 7,27             | 1 734 (2022)                      | 239                |
| Marey-sur-Tille      | 21385      | Tillimariens   | 30,15            | 330 (2022)                        | 11                 |
| Marsannay-le-Bois    | 21391      | Marsouins      | 11,94            | 842 (2022)                        | 71                 |
| Moloy                | 21421      |                | 19,23            | 235 (2022)                        | 12                 |
| Pichanges            | 21483      | Pichangeais    | 10,03            | 293 (2022)                        | 29                 |
| Poiseul-lès-Saulx    | 21491      |                | 15,13            | 75 (2022)                         | 5                  |
| Saulx-le-Duc         | 21587      |                | 29,08            | 248 (2022)                        | 8,5                |
| Spoy                 | 21614      |                | 12,04            | 391 (2022)                        | 32                 |
| Tarsul               | 21620      |                | 9,57             | 160 (2022)                        | 17                 |
| Til-Châtel           | 21638      |                | 26,37            | 1 136 (2022)                      | 43                 |
| Vernot               | 21666      | Vernotais      | 12,91            | 96 (2022)                         | 7,4                |
| Villecomte           | 21692      | Villacomitiens | 16,41            | 245 (2022)                        | 15                 |
| Villey-sur-Tille     | 21702      | Villicusiens   | 12,78            | 261 (2022)                        | 20                 |